# Cyphon ochraceus
Cyphon ochraceus is een keversoort uit de familie moerasweekschilden (Scirtidae). De wetenschappelijke naam van de soort werd in 1830 gepubliceerd door James Francis Stephens.